# Inmigración china en Belice
La inmigración china en Belice se refiere al movimiento migratorio desde China hacia el país caribeño de Belice. Belice, junto con Panamá y Costa Rica fue uno de los primeros países en donde la migración china fue introducida en el siglo XIX en América Central, especialmente como mano de obra en el trabajo agrícola. Hacia 2013, la Organización Internacional para las Migraciones reportaba 1.213 inmigrantes chinos en Belice.

## Historia

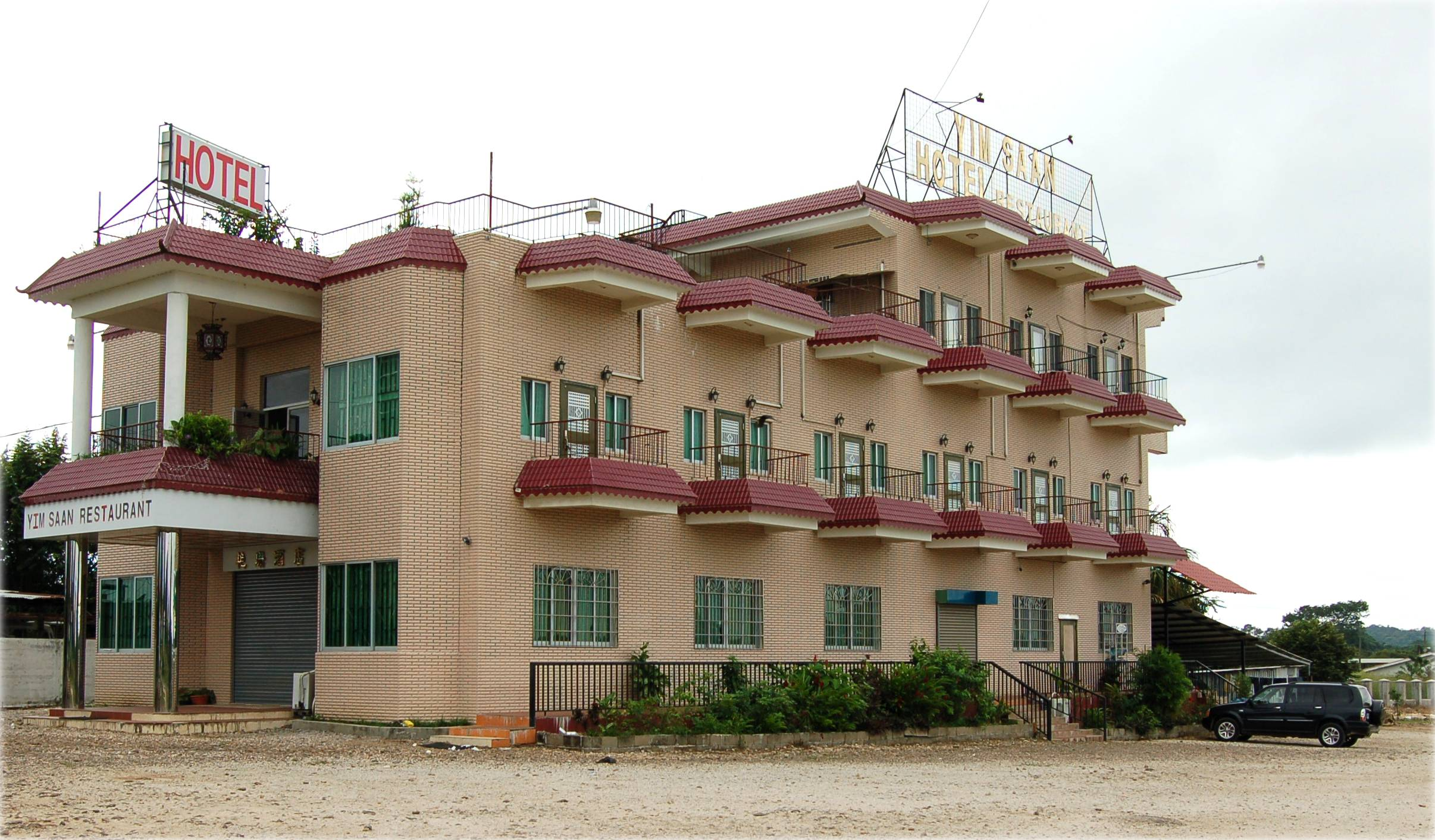
Yim Saam Hotel and Restaurant en Belmopán, construido por inmigrantes de Hong Kong.

En el año de 1865, llegaron a Belice 480 inmigrantes chinos en el barco The light of ages, bajo contrato de trabajos de campo que tenían los británicos en sus fincas,  la mayoría provenía de Kwangtung (Cantón), en el sur de China. Este grupo se dedicó a la explotación forestal en las selvas del río Hondo y el Distrito de Corozal, en el norte del país. Los inmigrantes chinos trabajaban en la explotación de maderas y el palo de tinte.
Según el historiador Nelson Reed, a los tres años del arribo de los inmigrantes las duras condiciones de vida y trabajo en la selva provocó la muerte de la mitad de ellos y que otros cien se trasladaran a la península de Yucatán (México), donde se desarrollaba la Guerra de Castas. Allí los chinos se integraron en las comunidades mayas, donde tuvieron descendencia. Cuatro de ellos, se instalaron en la ciudad de Mérida.
Durante los años posteriores llegaron otros grupos de chinos. Si bien constituyeron originalmente menos del un por ciento de la población, ellos contribuyeron con significancia con la economía beliceña. En Belice ya no existe rastro de la primera presencia china del siglo XIX, pues la totalidad de la actual población de origen chino llegó al país a partir de la década de 1960.
El censo de Belice de 1980 registró 214 chinos y el censo de 1990, 748. En la década de 1990, llegaron inmigrantes desde Taiwán y la China continental. Unos trece mil inmigrantes asiáticos obtuvieron los permisos de residencia permanente entre 1990 y 1994, representando el 6% de la población beliceña de ese momento. El censo de 2010 contabilizó a los chinos junto con taiwaneses y japoneses bajo el término «asiáticos», determinando que tal grupo representaba el 1% de la población total del país. Se estima que actualmente la población total con dicho origen étnico representa el 2%.
Hasta 2002, el arribo de inmigrnates chinos respondió a un fenómeno denominado «residente económico», el cual realiza inversiones en el país a cambio de conseguir la nacionalidad de Belice, que al estar asociada a la Mancomunidad de Naciones permite condiciones de libre circulación en diversos países como Australia, Canadá, entre otras excolonias del Reino Unido.